# Sèssil
|  | Per a altres significats, vegeu «Sèssil (ordre)». |

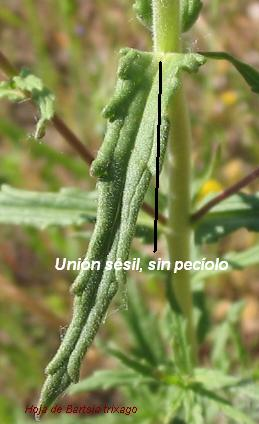
Fulla sèssil, en la qual el limbe (làmina) s'uneix directament a la tija.

El terme sèssil (del llatí sessĭlis, 'apte per a asseure's') s'utilitza en botànica per a expressar la falta d'un òrgan que serveixi de peu o suport. Una fulla és sèssil si no té cap nexe d'unió amb la tija (és a dir, no té pecíol) i, en el cas de la flor, si no té peduncle; l'antera es diu sèssil si no té filament o és molt curt. Els termes oposats a sèssil són peciolat per a les fulles i pedunculat per a les flors.
El terme sèssil s'usa també en zoologia per a referir-se a un organisme aquàtic que creix adherit, aferrat o arrelat en el seu substrat, del qual no se separa i sobre el qual no es desplaça. Molts organismes del bentos són sèssils. Com a exemple tenim les esponges de mar, els coralls, alguns mol·luscs bivalves, com les ostres o els musclos (però no les cloïsses).

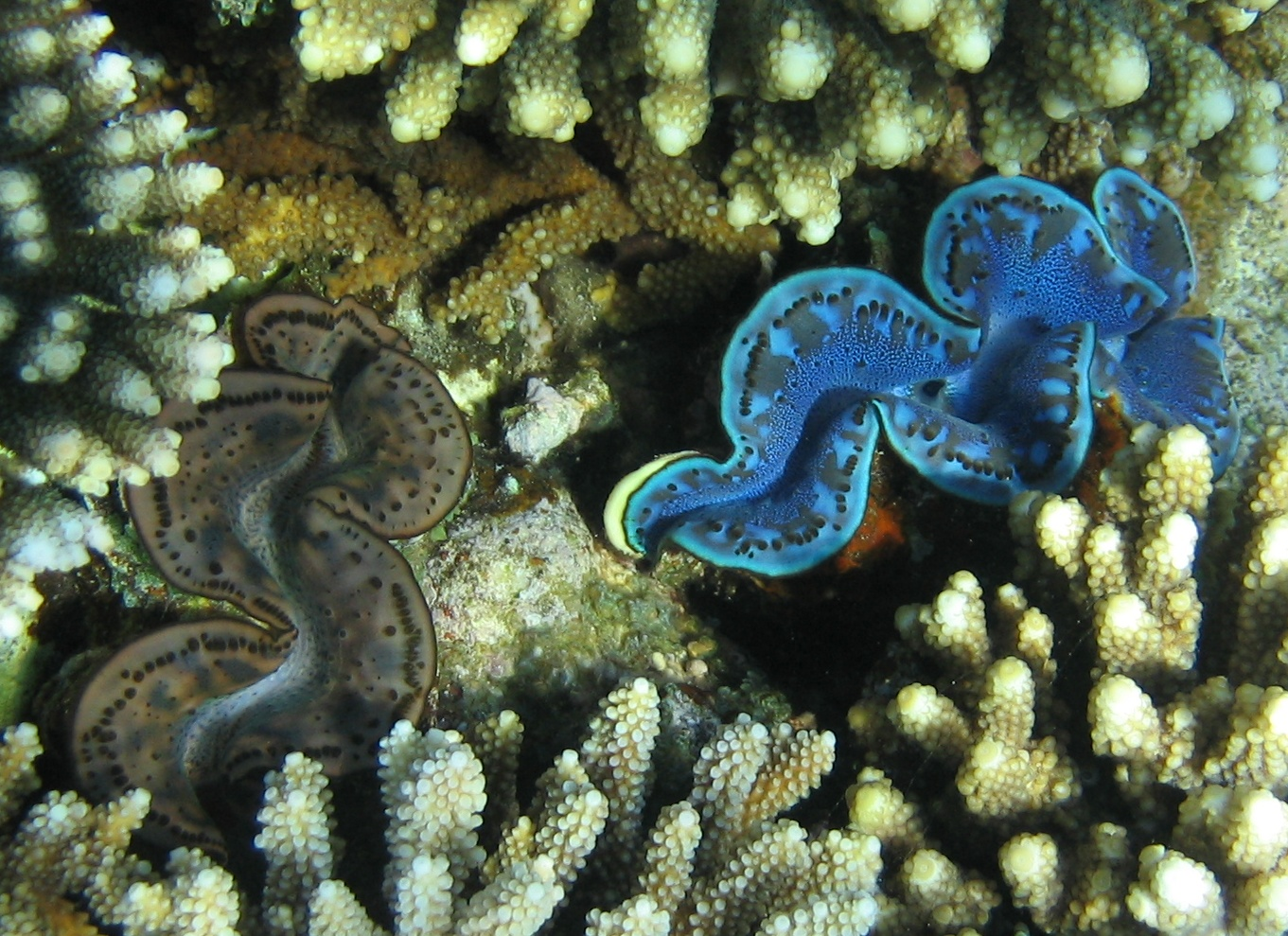
Coralls i tridacnes (bivalves gegants) són exemples d'animals sèssils